# Sorsogona
Sorsogona es un género de peces de la familia Platycephalidae. Fue descrito por Albert William Herre en 1934.

## Especies
- Sorsogona humerosa L. W. Knapp y Heemstra, 2011
- Sorsogona melanoptera L. W. Knapp y Wongratana, 1987[6]
- Sorsogona nigripinna (Regan, 1905)
- Sorsogona portuguesa (J. L. B. Smith, 1953)
- Sorsogona prionota (Sauvage, 1873)
- Sorsogona tuberculata (G. Cuvier, 1829)